# Martial de Guernon-Ranville
Le comte Martial Côme Annibal Perpétue Magloire de Guernon-Ranville, né à Caen le 2 mai 1787 et mort au château de Guernon-Ranville le 28 avril 1866, est un magistrat et homme politique français.

## Biographie
Issu d’une famille de vieille noblesse normande, fils d’un officier des mousquetaires noirs, Martial de Guernon-Ranville s’engagea en 1806 aux vélites de la garde impériale ; mais il fut réformé pour cause de myopie. Après des études de droit à Paris où il sortit docteur de faculté en 1812 , il se fait recevoir en 1813 avocat au barreau de Caen jusqu'en mars 1815. Il salue avec enthousiasme le retour des Bourbons, s’engage aux Cent-Jours dans une compagnie de jeunes volontaires qui devaient combattre « l’usurpateur », mais se contente d’aller à Gand avec sa compagnie de volontaires, monter la garde auprès de Louis XVIII.
Son dévouement n'est récompensé qu’en 1820 par une nomination aux fonctions de président du tribunal civil de Bayeux. Il est ensuite avocat général à Colmar (11 décembre 1822), procureur général à Limoges (16 avril 1823), à Grenoble (21 juillet 1826), à Lyon (26 août 1829). Dans son discours d’installation dans cette dernière ville, il se déclare nettement « contre-révolutionnaire ».
Le 18 novembre 1829, il est appelé, dans le ministère Polignac, à prendre la succession de Montbel comme Ministre secrétaire d’État au département des Affaires ecclésiastiques et de l’Instruction publique, Grand maître de l’Université.
Durant son passage au ministère, il s’efforce d’améliorer la condition des instituteurs et fait rendre, le 14 février 1830, une ordonnance étendant le bénéfice de l’instruction primaire à toutes les communes du royaume.
Le 2 mars 1830, il est élu député par le collège du département de Maine-et-Loire en remplacement de François Régis de La Bourdonnais, nommé pair de France.
Il combat le projet d’adresse des 221 tandis que, au conseil des ministres, il s’élève contre la dissolution et se prononce nettement, dans la discussion sur les ordonnances, contre les mesures extrêmes.
Il est réélu député le 19 juillet 1830. Il signe les ordonnances du 25 juillet, moins par conviction que pour ne pas se séparer de ses collègues. Le 29, il repousse toute idée de transaction avec l’insurrection démocratique. Après le départ de la famille royale, il part pour Tours et est arrêté aux portes de cette ville, puis conduit au fort de Vincennes dans la nuit du 25 au 26 août.
Lors du procès des ministres de Charles X devant la cour des pairs, il est défendu par Adolphe Crémieux et condamné à la prison à perpétuité.
Incarcéré pendant cinq ans au fort de Ham, il en sort le 23 novembre 1836, à la faveur de la grâce collective décidée à l’instigation du premier ministère Molé, puis se retire au château de Guernon-Ranville près de Caen.
Il se tient alors à l'écart de la vie politique, mais participe activement à la vie culturelle caennaise en tant que membre de l'académie des sciences, arts et belles-lettres à partir de 1841, de la Société d'horticulture et de la société d'agriculture et de commerce.

### Œuvre
- Journal d'un ministre, œuvre posthume du comte de Guernon Ranville, ancien membre de l'Académie des Sciences, Arts et Belles-lettres de Caen, publié au nom de cette compagnie par son secrétaire, M. Julien Travers, 1874, Caen, Librairie F. Le Blanc- Hardel, XIV-416 pages.

### Mariage
Il épouse en 1817 Joséphine Féraud, morte à Ranville le 2 janvier 1873, dont il n'eut pas d'enfant.